# جمعية الراديكس
جمعية الراديكس (RADECS) هي مؤسسة مهنية غير ربحية تعمل على تشجيع البحوث الأساسية والتطبيقية في مجال الإشعاع وآثاره على المواد والمكونات والأنظمة. ويشير الاختصار راديكس إلى الآثار الإشعاعية على المكونات والأنظمة.
وتقوم بالأنشطة العلمية التالية:
- مؤتمر راديكس الأوروبي النصف سنوي
- الورشة الفنية النصف سنوية
- تشجيع الأنشطة البحثية فيما يتعلق بآثار الإشعاع بسبب الجسيمات المشحونة وغير المشحونة والإشعاع المؤين
- إعداد الإصدارات العلمية أو تشجيعها
- التعاون وتبادل المعلومات مع المؤسسات الأخرى (مثل جمعية العلوم النووية والبلازما التابعة لجمعية مهندسي الكهرباء والإلكترونيات)

## تاريخ الجمعية
عقد أول مؤتمر للإشعاع وأثره على المكونات والأنظمة في مدينة مونبيلييه (Montpellier) بفرنسا وكان ذلك عام 1989 كمؤتمر وطني فرنسي. وفي عام 1991 وسّع أعضاء اللجنة المؤسسة نطاق الجمعية ليصبح مؤتمرًا يُعقد على الصعيد الأوروبي.
ومنذ ذلك الحين يُعقد مؤتمر راديكس وورشة عمل راديكس سنويًا بطريقة متناوبة.

## مؤتمرات راديكس
يعتبر مؤتمر راديكس - الذي يعقد سنويًا بطريقة متناوبة - هو الملتقى الأوروبي الأكبر في مجال الآثار الإشعاعي. ويتناول كل من مؤتمر وورشة راديكس المسائل الفنية المتعلقة بآثار الإشعاع على الأجهزة والدوائر المتكاملة وأجهزة الاستشعار والأنظمة، بالإضافة إلى تصلب الإشعاع واختباره وطرق النمذجة البيئية. وتعتبر هذه المجالات في غاية الأهمية بالنسبة للمكان، والطاقة النووية والتطبيقات الجوية والأرضية والعسكرية لفيزياء الجسيمات.
وقد تم نشر أبحاث هامة من قبل مؤتمر وورشة راديكس في إصدار خاص يصدر كل سنتين عن مجلة IEEE Transactions on Nuclear Science

## وصلات خارجية
- Official website of the RADECS Association
- IEEE Transactions on Nuclear Science